# Association nationale des banques coopératives allemandes

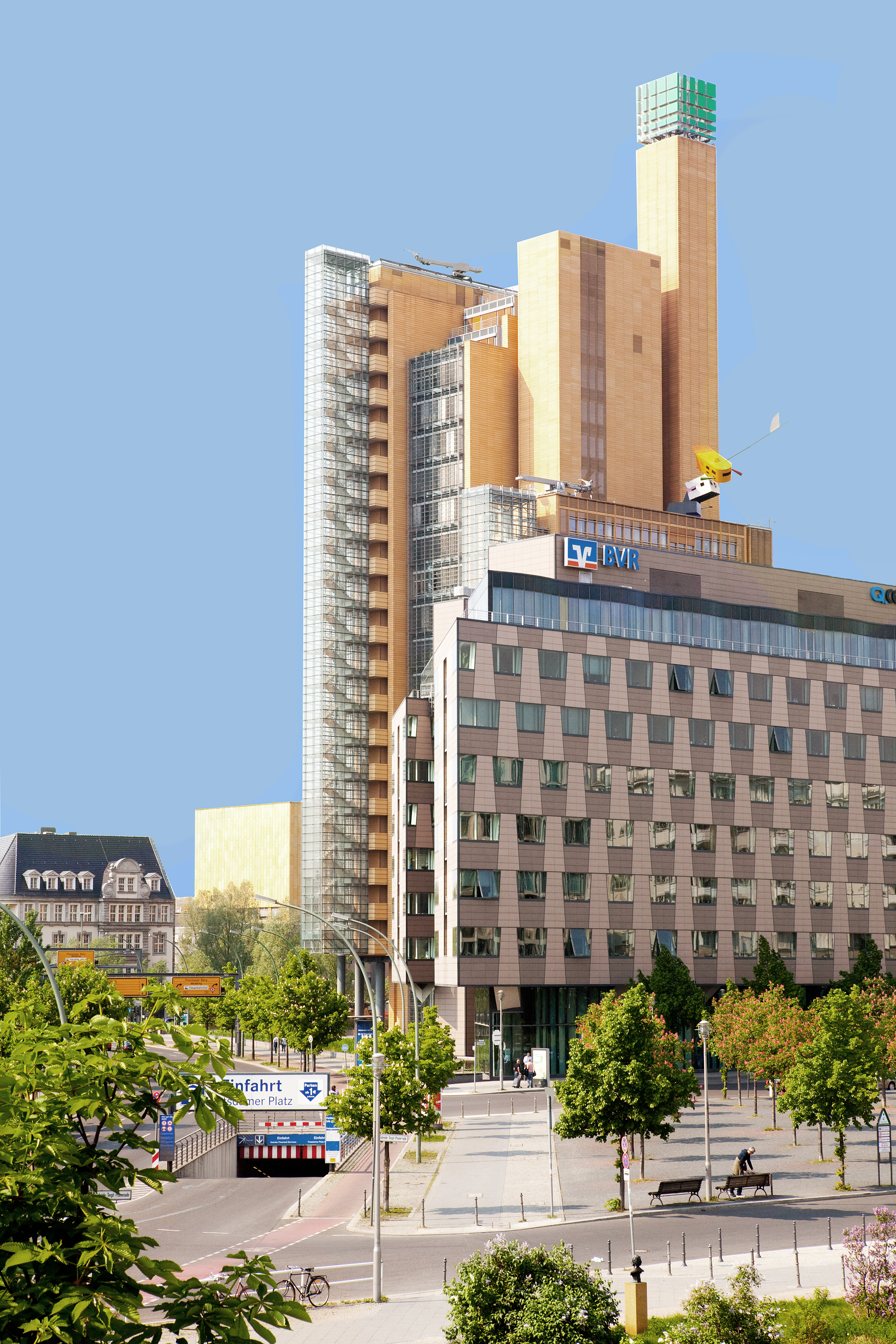
siège du BVR à Berlin

 (novembre 2023).
Le contenu est difficilement compréhensible vu les erreurs de traduction, qui sont peut-être dues à l'utilisation d'un logiciel de traduction automatique.
L'Association nationale des banques coopératives allemandes (allemand : Bundesverband der Deutschen Volksbanken und Raiffeisenbanken e. V.), abrégé BVR, est l’organe représentatif principal du groupe bancaire coopératif en Allemagne. Les 1.021 banques coopératives (nombre relevé fin 2015) sont membres du BVR. Il s’agit d’une part des banques populaires, des banques Raiffeisen, des banques Sparda, des banques PSD, des banques ecclésiastiques ainsi que d’institutions coopératives particulières. Membres sont également les banques centrales coopératives, les entreprises liées au groupe financier ainsi que les services de contrôle coopératifs. Le bilan du groupe financier coopératif s’élève à 1.090 milliards euros et emploie 160.000 personnes (chiffres relevés fin 2013).
Le BVR défend à l’échelle nationale et internationale les intérêts du groupe bancaire coopératif allemand. Il développe et coordonne la stratégie des banques populaires et Raiffeisen, conseille et soutient ses membres lorsque des questions de nature juridique, fiscale ou économique se posent. 
Les dispositifs de garantie des dépôts du groupe financier coopératif se situent au sein du BVR. Il s’agit du système de garantie des dépôts assumé par les banques et financé à titre privé le plus ancien au monde. 
Par ailleurs il est du ressort du BVR d’informer ses membres de manière continue sur les développements politiques et économiques concernant le secteur bancaire. Le BVR est également l’éditeur du magazine BankInformation (Information bancaire). Le magazine est publié par la maison d’édition DG Verlag (maison d’édition coopérative). 
Les questions de nature européenne sont prises en charge par une représentation à Bruxelles. 
Le BVR est membre de la European Association of Cooperative Banks | l’Association euro-péenne des banques coopératives.

## Organisation

### Directoire
Le directoire est composé de trois membres. Il est élu par le Conseil d’administration et représente le BVR. Actuellement le directoire se compose des trois personnes ci-dessous:
- Président : Uwe Fröhlich (en fonction depuis octobre 2008)
- Gerhard P. Hofmann
- Andreas Martin

Anciens présidents du BVR:
- Christopher Pleister (mandat de 2000 à juillet 2008)
- Wolfgang Grüger (mandat de 1990 à 2000)
- Bernhard Schramm (mandat de 1980 à1989)
- Felix Viehoff (mandat de 1976 à1980)
- Horst Baumann, Lorenz Falkenstein (mandat: 1973–1976)
- Horst Baumann, Theodor Sonnemann (mandat: 1972–1973)

### Conseil d’administration
Le conseil d’administration est composé des 12 membres du conseil de l’association. Il conseille le directoire sur des questions de nature économique ou de politique bancaire. Le conseil de l’association a par ailleurs un rôle de supervision du directoire. 
Le président du conseil d’administration est conformément aux dispositions statuaires le pré-sident du conseil de l’association. Le président en exercice est : 
Carsten Graaf (en fonction depuis début 2008)
Ancien président du Conseil de l’association : 
- Carsten Graaf (en fonction depuis début 2008)

Ancien président du Conseil de l’association:
- Fritz Bokelmann (mandat de: 2003–2007)
- Rainer Märklin (mandat de: ?–2002)

### Conseil de l’association
Le conseil de l’association est composé de 53 membres. Il décide de l’orientation générale au sein de l’association. Le président du conseil de l’association assume par son élection conformément aux dispositions statuaires également la présidence du conseil d‘administration.

### Assemblée générale
Lors de l’assemblée générale chaque institut membre est représenté par une voix. L’assemblée générale se réunit au moins une fois par an. 

## Comités de contrôle
- Baden-Württembergischer Genossenschaftsverband e. V. (BWGV)
- Genossenschaftsverband Bayern e. V. (GVB)
- Genossenschaftsverband e. V. (GV) (Berlin/Hessen/Norddeutschland/Rheinland-Pfalz/Saarland/Sachsen/Sachsen-Anhalt/Thüringen)
- Rheinisch-Westfälischer Genossenschaftsverband e. V. (RWGV)
- Genossenschaftsverband Weser-Ems e. V. (GVWE)
- Verband der PSD Banken
- Verband der Sparda-Banken

### Entreprises coopératives de services du numérique (dans l’ordre alphabétique)
- CardProcess GmbH
- F-Call AG
- Fiducia IT AG
- GAD eG, IT für Banken
- IT-Chain GmbH
- ORGA Gesellschaft für automatische Datenverarbeitung mbH
- parcIT GmbH
- TSG Technologie Services GmbH
- VR-Netze GmbH

## Siège
Lors de sa création le siège du BVR se situait dans le Schulze-Delitzsch-Haus. Le Schulze-Delitzsch Haus avait été repris de la „Deutschen Genossenschaftsverband“ (DGV) (Fédération des coopératives. À la suite du changement de capitale et du déménagement du gouvernement allemand de Bonn à Berlin en 1999, le BVR a déménagé son siège en 2001 mais se sert toujours de l’ancien bâtiment du Schulze-Delitzsch-Haus à Bonn.